# Westover (Virginie-Occidentale)
Pour les articles homonymes, voir Westover.
Westover est une ville américaine située dans le comté de Monongalia en Virginie-Occidentale.
Selon le recensement de 2010, Westover compte 3 983 habitants. La municipalité s'étend sur 1,51 milles carrés (3,91 km2).
La ville est nommée Westover car elle est située à l'ouest (west) de Morgantown, par-delà la Monongahela.